# Ute Georgi
Dora Ute Georgi, geb. Sturm, (* 23. Februar 1943 in Meißen; † 15. Juli 2010) war eine deutsche Politikerin (LDPD, ab 1990 FDP). Sie war von 1990 bis 1994 Abgeordnete des Landtags von Sachsen und außerdem Bürgermeisterin der Gemeinde Malschendorf.

## Leben
Georgi legte auf einer Oberschule in Dresden ihr Abitur ab und arbeitete von 1964 bis 1970 als freiberufliche Übersetzerin. Von 1972 bis 1976 war Georgi als wissenschaftliche Mitarbeiterin beschäftigt und von 1976 bis 1990 war sie als Dolmetscherin tätig. Durch externe Staatsexamina in den Jahren 1974 und 1982 an der Universität Leipzig erlangte sie den Grad eines Sprachmittlers. Im Jahr 1990 beendete sie ein postgraduales Studium an der Universität Leipzig als Fachschulpädagogin. Sie war Vorsitzende des Canaletto Forums Pirna e.V.
Sie lebte zuletzt in Dresden. Ihr Grab befindet sich auf dem Friedhof in Dresden-Schönfeld.

## Politik
Georgi wurde 1974 zur Gemeindevertreterin gewählt und war seit 1986 Ratsmitglied. Im Jahr 1985 trat sie der DDR-Blockpartei LDPD bei und war seit 1990 Mitglied der FDP. Im Jahr 1990 wurde sie Bürgermeisterin der Gemeinde Malschendorf. Von Februar bis August 1990 war sie Mitglied im Parteivorstand der FDP und danach auch im Präsidium vertreten. Sie war stellvertretende Vorsitzende der Vereinigung liberaler Kommunalpolitiker. Bei der Landtagswahl 1990 wurde sie über die Landesliste der FDP Sachsen in den Sächsischen Landtag gewählt, dem sie als Mitglied im Ausschuss für Schule, Jugend und Sport und im Ausschuss für Soziales, Gesundheit, Familie und Frauen angehörte. Sie war parlamentarische Geschäftsführerin ihrer Fraktion. Nach der Landtagswahl 1994 schied sie aufgrund des Scheiterns der FDP an der Fünf-Prozent-Hürde aus dem Landtag aus. In der Folge legte sie auch ihr Vorstandsamt in der Landespartei nieder. Von 1994 bis 2001 bekleidete sie das Amt der Bürgermeisterin für den Bereich Schulen, Jugend, Kultur und Soziales in Pirna.
Sie gehörte dem Kuratorium der Sächsischen Landeszentrale für politische Bildung an. Sie engagierte sich in der 1994 gegründeten Vereinigung ehemaliger Mitglieder des Sächsischen Landtages e.V. zunächst als Vizepräsidentin und hatte seit 2004 das Präsidentenamt des Vereins inne. Am 13. Juni 2009 wurde ihr von Landtagspräsident Erich Iltgen „für ihre politische Arbeit und ihr vielfältiges ehrenamtliches Engagement“ die Sächsische Verfassungsmedaille verliehen.